# Ginnastica acrobatica ai Giochi mondiali 2022
Le competizioni di ginnastica acrobatica ai Giochi mondiali 2022 si sono svolte dal 15 al 17 luglio 2022 alla Legacy Arena di Birmingham in Alabama, negli Stati Uniti d'America. L'evento era originariamente stato calendarizzato nel luglio 2021, ma i Giochi mondiali sono stati riprogrammati per l'anno successivo a seguito del rinvio dei Giochi olimpici estivi di Tokyo 2020, dovuto all'insorgere dell'emergenza sanitaria causata dalla pandemia di COVID-19.

## Podi

### Uomini
| Specialità        | Oro                                                                        | Argento                                                           | Bronzo                                                         |
| Coppia (dettagli) | Ucraina Bohdan Pohranychnyi Danylo Stetsiuk                                | Stati Uniti Braiden McDougall Angel Felix                         | Kazakistan Daniyel Dil Vadim Shulyar                           |
| Gruppo (dettagli) | Regno Unito Bradley Gold Archie Goonesekera Finlay Gray Andrew Morris-Hunt | Belgio Jonas Raus Viktor Vermeire Wannes Vlaeminck Simon de Wever | Ucraina Stanislav Kukurudz Yurii Push Yuriy Savka Taras Yarush |

### Donne
| Specialità        | Oro                                             | Argento                                                     | Bronzo                                                           |
| Coppia (dettagli) | Ucraina Viktoriia Kozlovska Taisiia Marchenko   | Portogallo Rita Teixeira Rita Ferreira                      | Stati Uniti Katie Borcherding Cierra McKown                      |
| Gruppo (dettagli) | Belgio Kim Bergmans Lise de Meyst Bo Hollebosch | Portogallo Francisca Maia Beatriz Carneiro Barbara Sequeira | Ucraina Daryna Pomianovska Oleksandra Malchuk Viktoriia Kunitska |

### Gare miste
| Specialità        | Oro                                | Argento                               | Bronzo                             |
| Coppia (dettagli) | Belgio Bram Röttger Helena Heijens | Germania Daniel Blintsov Pia Schuetze | Israele Meron Weissman Adi Horwitz |

## Medagliere
| Posiz. | Nazione     | Oro | Argento | Bronzo | Totale |
| ------ | ----------- | --- | ------- | ------ | ------ |
| 1      | Belgio      | 2   | 1       | 0      | 3      |
| 2      | Ucraina     | 2   | 0       | 2      | 4      |
| 3      | Regno Unito | 1   | 0       | 0      | 1      |
| 4      | Portogallo  | 0   | 2       | 0      | 2      |
| 5      | Stati Uniti | 0   | 1       | 1      | 2      |
| 6      | Germania    | 0   | 1       | 0      | 1      |
| 7      | Israele     | 0   | 0       | 1      | 1      |
| 7      | Kazakistan  | 0   | 0       | 1      | 1      |
| Totale | Totale      | 5   | 5       | 5      | 15     |